# Rhapsody of the Seas
Rhapsody of the Seas és un creuer de la classe Vision operat per Royal Caribbean International. Els serveis inclouen un spa de servei complet, dues piscines, sis bars, una paret d'escalada i diversos restaurants.

## Història
Després de sis anys de navegació des de Galveston, a Texas, Rhapsody of the Seas es va reposicionar en un viatge mundial a la tardor del 2007, viatjant pel Pacífic Sud a Austràlia, on va romandre durant dos mesos, abans de traslladar-se a Àsia, operant des de Singapur, Hong Kong, Xangai i Busan a Corea del Sud. L'estiu de 2008, Rhapsody of the Seas va operar des de Seattle, Washington, i va navegar fins a Alaska abans de tornar a Sydney i Austràlia l'hivern de 2008/2009. Després de tornar a Seattle a la primavera de 2009, Royal Caribbean va anunciar que Rhapsody of the Seas repetiria les temporades d'Austràlia i Alaska almenys fins a l'abril del 2012. Va anar per última vegada a Austràlia l'hivern del 2015, tornant a Europa navegant des de Roma l'abril de 2015. Durant l'hivern del 2016 va navegar de São Paulo a Brasil. Estava previst que l'estiu del 2016 i 2017 tingués la base a Itàlia i el Mediterrani oriental.

## Incidents
- El 24 de març de 1998, el passatger Amy Lynn Bradley, de 23 anys, va desaparèixer sense deixar rastre a bord quan el vaixell estava a punt d'atracar a Curaçao, Antilles. Les investigacions policials van descartar la possibilitat que caigués per la borda i s'hagués ofegat o que desaparegués voluntàriament, però no fou localitzat.[2]
- El dia d'Any Nou de 2010, un passatger de 15 anys va ser violat per un membre de la tripulació. S'havia marejat durant el creuer i descansava sol en una cabina quan va entrar un home que portava uniforme de cambrer.[3]
- El 25 d'abril de 2016, Rhapsody of the Seas va rebre l'impacte d'una onada que va trencar les finestres de sis cabines de passatgers i va inundar parcialment altres camarots de la coberta 2-3. El vaixell va continuar en el seu creuer de 10 dies des de Venècia.[4]
- El 19 de setembre de 2016, una tempesta va trencar una dotzena de finestres. No va haver-hi lesions denunciades i el viatge a Grècia va seguir.[5]